# Misery (novela)
Misery es una novela de terror psicológico del escritor estadounidense Stephen King, publicada en 1987. La historia gira alrededor de Paul Sheldon, un talentoso escritor de novelas románticas que tras tener un accidente se despierta bajo los cuidados de Annie Wilkes, una enfermera admiradora de sus novelas. Al principio, todo parece marchar bien, sin embargo, pronto averigua que los solícitos cuidados de la mujer sólo tienen como objetivo que continúe escribiendo más novelas de la serie de Misery, la heroína que el escritor ha matado en su última novela. Aterrorizado, descubre que la obsesiva mujer utilizará cualquier medio para conseguir su fin.
La novela tuvo una gran recepción que fue ganadora del premio Bram Stoker a la mejor novela. La adaptación cinematográfica dirigida por Rob Reiner fue realizada en 1990. Esta misma hizo que Stephen King amara esta adaptación.

## Resumen
Paul Sheldon es un escritor, famoso por una serie de novelas románticas ambientadas en la época victoriana, cuyo personaje principal es Misery Chastain. Su última novela publicada, "El hijo de Misery", plantea la muerte de la protagonista y el final de la serie. El escritor planea incursionar en nuevas temáticas literarias y acaba de concluir el manuscrito de su más reciente obra: "Automóviles Veloces". Camino a Los Ángeles, lo sorprende una tormenta de nieve y sufre un accidente de tránsito. Despierta en la casa de Annie Wilkes, una enfermera admiradora de su trabajo, quien dice ser su fan número uno. Dado que las piernas de Paul quedaron rotas tras el accidente, al escritor no le queda más opción que permanecer en cama bajo los cuidados de Annie. La enfermera, en principio, parece ser solo una fanática entusiasta; sin embargo, Paul va revelando la personalidad psicótica, agresiva e impredecible de Annie.
Cuando Annie compra la más reciente copia del "Hijo de Misery", enfurecida, agrede a Paul y lo deja por casi tres días sin comer y sin sus sedantes para el dolor debido a la muerte de Misery en la novela. Para cuando la enfermera vuelve, esta obliga a Paul a quemar el único manuscrito de "Fast Cars" para el dolor del escritor y desde ese día jura matar a Annie. El plan de la enfermera es obligar a su escritor favorito a escribir la secuela del "Hijo de Misery" para poder traer de regreso a la vida a Misery y para ello le proporciona una máquina de escribir una vez que este se recupera para desplazarse en una silla de ruedas. Desafortunadamente, Paul tiene problemas para escribir la novela desde que Annie revisa su trabajo constantemente y no tolera las "quejas" de Paul. A medida que el tiempo pasa y Paul continua con la redacción de la novela, este va recuperándose poco a poco de sus heridas, siendo capaz de ejercitarse al usar la máquina de escribir como pesa y obtiene la inspiración que le faltaba para escribir una manera convincente de resucitar a Misery, lo que deja emocionada a Annie.
Paul también aprovecha dos ocasiones en las que Annie se va de la casa para explorar el lugar, descubriendo en el progreso que la enfermera tiene historia cometiendo asesinatos de varios pacientes infantes y ancianos, pero que no ha sido arrestada por falta de evidencias. Temiendo por su bienestar, Paul roba un cuchillo de la cocina con el que espera sorprender a Annie. No obstante, esta, habiendo descubierto sus escapadas del cuarto, lo castiga al cortarle el pie izquierdo con un hacha y cauterizar el muñón con un soplete. Luego de que Annie asesinara a un oficial de policía que se detuvo en la granja, Paul roba una lata de líquido inflamable del sótano donde ha sido encerrado y, con el paso del tiempo, finalmente acaba la novela. 
Antes de anunciarle la noticia a Annie,  Paul le pide un par de cosas para "celebrar" el lanzamiento de su siguiente novela y para cuando Annie vuelve a la habitación de Paul con champaña, él la sorprende quemando unas notas y hojas que hacen de señuelo para el manuscrito que está debajo de su cama. Esto iniciando una feroz pelea en la que Paul a duras penas consigue matar aparentemente a Annie y salir de la habitación. Sin embargo, este no abandona la granja desde que es capaz de sentir los dedos de Annie, aferrándose a su ropa desde la parte inferior de la puerta. Dos oficiales de policía eventualmente encuentran a Paul en un estado casi histérico y paranoico, pero tras inspeccionar la granja encuentran el cuerpo de Annie ya muerta, que se encontraba a punto de armarse con un hacha en otra parte de la granja.
Algún tiempo después, un recuperado Paul vuelve a conseguir un nuevo éxito con la publicación del libro que Annie lo obligó a redactar titulado "Misery's Return". Pese a la buena recepción que la novela ha tenido, Paul ha quedado traumatizado por su experiencia con Annie, aún sufriendo de pesadillas y volviéndose alcohólico para lidiar con su estrés postraumático, lo que lo deja con un bloqueo de escritor, pero tras volver de un viaje y tener una peculiar experiencia con un chico, un carro de compras y una mofeta, Paul queda inspirado para la redacción de su siguiente novela.

## Antecedentes
Una de las inspiraciones de Stephen King para Misery fue la reacción que los fanáticos tuvieron de su novela de 1984 Los ojos del Dragón. Muchos fanes rechazaron Los ojos del Dragón porque era un libro de fantasía épica, que no presentaba el horror por el que se había hecho su reputación. Paul Sheldon sintiéndose encadenado a los libros de Misery por sus fanes, fue una metáfora de los sentimientos de King hacia el horror. Otra fuente fue la adicción de King a las drogas y el alcohol, y su lucha por dejarlas. Citando: 
"Tomen a la enfermera psicótica en Misery, que escribí cuando tenía problemas con las drogas. Sabía lo que estaba escribiendo. Nunca hubo dudas. Annie fue mi problema con drogas, y era mi fan número uno. Dios, ella nunca quiso irse."
King también atribuyó a un sueño que tuvo durante un vuelo de trasatlántico a Londres con la situación y personajes que incrementaron en Misery. En el final que King proyectaba en esta primera versión de Misery, que se titularía The Annie Wilkes Edition (La edición Annie Wilkes), el libro que Annie obligaba a Paul a escribir terminaría encuadernada con la propia piel del escritor, mientras que Misery, la cerda mascota de la enfermera, se comería su carne.

## Adaptaciones
- Rob Reiner adaptó la novela para el cine en el año 1990 (véase Misery (película), dirigida por Rob Reiner). James Caan y Kathy Bates actuaban como Paul y Annie, respectivamente. Lauren Bacall, Richard Farnsworth, y Frances Sternhagen son los otros actores que completaban el pequeño reparto. El filme fue un éxito crítica y comercialmente. Kathy Bates ganó el Oscar a Mejor Actriz por su actuación.
- La novela fue adaptada para una obra teatral que obtuvo un éxito moderado. Fue revivida nuevamente en 2005, con las actuaciones de Michael Praed y Susan Penhaligon.
- La novela ha sido parodiada en un episodio de Los Simpsons, Padre de familia, The Critic y en un sketch de Muchachada Nui con Barry Gibb de los Bee Gees como protagonista.
- La banda mexicana División Minúscula hace un tributo a la película con su canción "Tinta y Papel" en su álbum Defecto Perfecto.
- La banda de thrash metal Anthrax escribió la canción "Misery Loves Company" del álbum State of Euphoria acerca del libro.
- Adal Ramones parodió en uno de sus episodios de final de temporada de la serie: ¿Y ahora qué hago? donde una fanática del programa Otro Rollo le pedía que volviera a salir al aire después de que se había retirado de dicho programa.
- A partir de 2011 se ha montado en México una versión teatral protagonizada por Damián Alcázar e Itati Cantoral, bajo la dirección de Antonio Castro.
- José Mota parodia en el primer episodio de "La hora de José Mota" la película en un sketch en el que se interpreta a sí mismo, siendo retenido por "La Blasa" quien le quería obligar a reescribir el guion de su programa, ya que ella no aparecía.
- En el videojuego de 2017, Resident Evil 7, se lanzó un DLC en el cual Margarite Baker cuidaba del protagonista estando retenido en la cama, de la misma manera en la que Annie Wilkes cuida de Paul.
- El cantante surcoreano Kim Hyun Joong comentó en una entrevista, haberse inspirado en esta obra para componer el tema que lleva el mismo nombre.